# تکین الخزری
تکین الخزری (انگلیسی: Takin al-Khazari; درگذشته ۱۶ مارس ۹۳۳) فرمانروای مصر در ۳ دوره در دوران خلافت عباسی بود. وی از تبار ترک‌های خزرها بوده‌است.